# Viktor Gutmann
Viktor Gutmann (Viena, 10 de novembro de 1921 – Mödling, Baixa Áustria, 16 de julho de 1998) foi um químico austríaco.

## Obras
- Coordination Chemistry in Non Aqueous Solutions, 1971, tradução em russo 1971
- Chemischen Funktionslehre, 1971
- Allgemeine und Anorganische Chemie, 1971 (com E. Hengge)
- Donor-Acceptor Approach to Molecular Interactions, 1978, tradução em japonês 1980
- Die wissenschaftlichen Grundlagen der Homöopathie, 1986 (com Gerhard Resch)
- Scientific Foundations of Homeopathy, 1987 (com Gerhard Resch)
- Lecture Notes on Solution Chemistry, 1995 (com Gerhard Resch)

## Prêmios e condecorações selecionados
- 1967: membro correspondente da Academia de Ciências de Göttingen[1]
- 1974: membro da Academia Leopoldina
- 1977: Prêmio Erwin Schrödinger
- 1986: Medalha Wilhelm Exner